# الغواصة الألمانية يو-3511
غواصة يو-3511 غواصة يو بوت ألمانية من الفئة الواحدة والعشرون بنيت لسلاح بحرية ألمانيا النازية كريغسمارينه، في أحواض شيتشاو-فيرك في غدانسك خلال الحرب العالمية الثانية.